# Françoise Kramer
Pour les articles homonymes, voir Kramer.
Françoise Kramer, née le 1er novembre 1946 à Lyon et morte le 12 juillet 1984 à Cavaillon, est une journaliste française. 

## Carrière
Elle est issue de la promotion 1969 du CFJ.
Elle présente le journal de 9 heures sur Europe 1, elle est journaliste sur Antenne 2 où on peut la voir dans le journal de la mi-journée à l'époque Labro-Langlois en 1982. Elle présente le journal de la nuit fin 1982 début 1983, puis change de chaîne.
En février 1983, elle coprésente le journal de 20H sur TF1 avec Jean-Claude Narcy, en alternance avec le duo Buchi-Berthet. La formule couple pour le 20H est un échec. Elle alternera en solo avec Buchi et Narcy, du lundi au vendredi, dès l'été 1983 jusqu'à sa mort.

## Vie privée
De 1972 à 1976, elle est l'épouse d'Hervé Claude.

### Mort
En 1984, le 12 juillet, elle est tragiquement tuée dans un accident de la route par un chauffard dans le Vaucluse, où elle se rendait en vacances à Gordes. Elle est enterrée au cimetière de la Croix-Rousse de Lyon.